# Salvelinus neocomensis
Salvelinus neocomensis is een straalvinnige vissensoort uit de familie van de zalmen (Salmonidae). De wetenschappelijke naam van de soort is voor het eerst geldig gepubliceerd in 2005 door Freyhof & Kottelat.